# Iglesia de la Virgen de los Desamparados (Alcoy)
La iglesia de la Virgen de los Desamparados de Alcoy (Alicante) Comunidad Valenciana, se sitúa en la plaza de la Marededeu. Este edificio, proyectado por el arquitecto Jorge Gisbert Berenguer fue construido a mediados del siglo XIX en estilo neoclásico.

## Descripción
Se trata de un templo de pequeñas dimensiones situado entre medianeras.
Su fachada principal, simétrica, cuenta con un paramento cilíndrico de piedra con dibujos geométricos en bajorrelieve que sobresale y se cubre con un cuarto de esfera donde hay abierto un luneto. Este paramento cilíndrico se enmarca a ambos lados, con dos pequeños campanarios de planta cuadrada y cubierta a cuatro aguas de teja. 
El interior de planta basilical con una sola nave, presenta columnas pareadas exentas, estriadas, de orden corintio, situadas en los laterales, que sirven de soporte a un arquitrabe sobre el que apoya la bóveda de cañón casetonada. 
Al fondo se sitúa un presbiterio recto, con una hornacina donde se alberga la Virgen de los Desamparados. A los pies está situado el coro, bajo el cuarto de esfera de la fachada. Se cubre el crucero con una cúpula sobre pechinas con cuatro lunetos que ilumina el interior y que exteriormente se reflejan en un tambor que achata y refuerza la cúpula.
Las pinturas, así como los dorados y las policromías están perfectamente integradas con la arquitectura, aumentando la sensación de riqueza espacial y ornamental del templo. 